# António de Faria
António de Faria (Figueira da Foz, Alqueidão, Quinta do Canal, primeira década do século XVI – Goa, p. d. 2 de Junho de 1548), foi um fidalgo, aventureiro, capitão, mercador, embaixador, navegador, guerreiro, pirata e corsário português do século XVI.

## Ascendência
Era filho de Simão de Faria, nascido c. 1479, Fidalgo da Casa Real, e de sua primeira mulher D. Filipa de Sousa, que haviam sido moradores em Lisboa e ambos já falecidos antes dele, e irmão de Lourenço de Faria, morador em Samuel, Soure, termo de Montemor-o-Velho, que menciona no seu Testamento, e que terá sido Fidalgo da Casa Real como seus maiores, sucedido a seus pais, casado e tido descendência, André de Faria, Fidalgo da Casa Real, casado com Isabel Fernandes e com descendência, Paulo de Faria, que faleceu solteiro e sem geração, e Antónia de Sousa, que se diz ter casado com António Ferreira. Seu pai casou segunda vez com Filipa de Figueiredo, irmã de Rui de Figueiredo, Fidalgo da Casa Real, que instituiu o Morgado da Lobagueira e comprou a Quintã da Torre da Ota, que instituiu em Morgado, sem geração.

## Biografia
Natural do Campo de Coimbra, onde era herdado nuns pauis em Alqueidão, na Figueira da Foz, junto de Montemor-o-Velho, onde se chama o Canal.
Partindo para a Índia, foi procurar fortuna no Extremo Oriente, explorando sobretudo as costas da China, mais como pirata do que como explorador, Corsário dos mares orientais, ganhando fama de temível e terrível. Andava por Malaca como Capitão de navios.
Em 1535, o Capitão António de Faria foi o primeiro Europeu (Português) que, partindo de Da Nang (depois conhecida como Tourane), onde os Portugueses tinham aportado em 1516, na então chamada Cochinchina (actual Vietname), estabeleceu, ou tentou estabelecer, um local de negócios, um posto comercial na cidade costeira de Faifo, a cerca de 20 quilómetros da atual Da Nang. Esperava-se que António de Faria conseguisse criar nessa área um enclave Português permanente como Macau e Goa, o que falhou, uma vez que, no entanto, o posto nunca floresceu. Ele é, também, responsável pelo equívoco do Vietname. Ele chamou ao Vietname Cauchi, nome derivado dos caracteres chineses para o Vietname: Giao Chi. Para evitar confusão com a sua colónia de Cochim (Kochi), na Índia, acrescentou-lhe aqui China. Assim, o nome Cochin China nasceu. Mais tarde, os Franceses iriam usar apenas esse nome como o da parte Sul do Vietname.
Foi em 1537, em Patane, que António de Faria conheceu Fernão Mendes Pinto, Capitão duma outra Embaixada de seu primo em quinto grau Pero de Faria ao Rei de Patane, tal como ele. Ora, António de Faria trazia umas roupas da Índia que ali ninguém comprava, pelo que se decidiu a ir ao Reino de Sião (actual Tailândia) para as trocar por ouro e pedrarias da ilha de Calimantã (actual Bornéu). Fernão Mendes Pinto foi com ele. António de Faria acompanhou-o nas suas viagens e explorações durante grande parte do seu périplo pelo Oriente e foi um dos seus companheiros, sendo igualmente natural de Montemor-o-Velho e sendo mencionado por ele na sua Peregrinação, entre os Capítulos XXXV e LXIX, onde veio a ser um dos personagens preponderantes, bem como no filme Peregrinação. Aliado a piratas Chineses, combatendo outros, correu os mares da China.
Fernão Mendes Pinto e António de Faria, numa situação, quiseram saber novidades de Liampó, "porque se soava então pela terra que era lá ida uma armada de quatrocentos juncos em que iam cem mil homens por mandado de El-Rei da China a prender os nossos que lá iam de assento, a queimar-lhes as naus e as povoações, porque os não queria em sua terra, por ser informado novamente que não eram eles gente tão fiel e pacífica como antes lhes tinham dito.", mas essa presunção era engano, pois essa armada tinha ido, afinal, socorrer um Sultão nas ilhas do Goto.
Noutra vez, depois dum ataque que António de Faria repeliu, sobraram seis corsários vivos, para pôr "a tormento" mais tarde. Os prisioneiros, amarrados no porão, optaram por se degolar à dentada.
O seu percurso de aventura é marcado pela perseguição ao pirata e corsário mouro Coja Acém ou Hoja Asan, o "perro do Coja Acém", autointitulado "derramador e bebedor do sangue português" a quem de Faria jurara vingança, por lhe ter roubado as fazendas e morto a tripulação, e que termina na batalha mais violenta de toda a Peregrinação. "E arremetendo com este fervor e zelo da fé ao Coja Acém como quem lhe tinha boa vontade, lhe deu, com uma espada que trazia, de ambas as mãos, uma tão grande cutilada pela cabeça que, cortando-lhe um barrete de malha que trazia, o derrubou logo no chão. E tornando-lhe com outro revés, lhe decepou ambas as pernas de que se não pôde mais levantar".
Em 1540, a bordo das naus capitaneadas por António de Faria, passaram por uma ilha "na altura de 8º e 1/3 da parte Norte, e quase Noroeste/Sudeste com a costa do Cambodja, "distando de terra umas 6 léguas, foram por esse rio acima, roubaram uns tantos navios, "pelo que foi necessário sair-se logo dali [...] e partir-se com muita pressa".
Num outro rio, de novo assaltaram, e roubaram uma fortuna em bens de tal forma avultada que precisavam de a vender rapidamente, dado o excesso de peso que as embarcações levavam. Foram, todavia, assaltados no caminho, mas venceram os assaltantes e, no processo, ficaram ainda mais cheios de mercadorias, e mais ricos, porque "prouve a Nosso Senhor que se lançaram os inimigos ao mar, dos quais de afogou a maior parte e os juncos ficaram em nosso poder".
A dificuldade agora era vender todo esse saque, porque quem eles tinham roubado e morto, conforme vieram a saber depois, era um corsário que tinha parceria com o Governador daquela Província, e a quem dava a terça parte de todas as presas que fazia, pelo que foram avisados dos perigos de negociar ali, uma vez que a notícia do que tinham feito era já conhecida.
Foram então mais para Norte, sempre pela costa do Cambodja. Ficaram sossegados num outro rio, onde assaltaram um junco. Mas esse junco, afinal, não era de comerciantes, mas sim duma noiva, que se deslocava, deste modo, até ao seu noivo, e ficaram com ela como presa. Quanto às mulheres "já de dias" que a acompanhavam, deixaram-nas na praia.
Fugiram uma vez mais e, agora na Ilha de Hainão, já na China, arranjaram maneira de comerciar não desembarcando, receosos de que ali as notícias dos seus feitos já tivessem chegado, justificando-se, oficialmente, com o não quererem pagar os direitos alfandegários. Assim, vieram os interessados na compra ter com eles ao largo.
"Dando-se muita pressa à descarga da fazenda, em só três dias foi pesada e ensacada, e entregue a seus donos, com as contas averiguadas e recebida a prata [...] e conquanto isto se fez com toda a brevidade possivel, nem isso bastou para que antes de se acabar deixasse de vir a nova do que tínhamos feito [...] com que toda a terra se amotinou, de maneira que nenhuma pessoa nos quis mais vir a bordo [...] pelo que foi forçado a António de Faria fazer-se à vela e muito depressa".
Assaltaram mais umas tantas embarcações, "onde se fez algumas presas boas, e, ao que nós cuidámos, bem adquiridas, porque nunca seu [de António de Faria] intento foi roubar senão só os cossairos que tinham dado a morte e roubado as fazendas a muitos cristãos que frequentavam este enseada e costa de Ainão, os quais cossairos tinham seus tratos com os mandarins destes portos". "E deste honrado feito ficaram os chins tão assombrados [...] que o próprio vice-rei [D. Garcia de Noronha] o [a António de Faria] mandou visitar com um rico presente de pérolas e peças de ouro [...] pedindo-lhe para o servir como seu capitão-mor da costa de Lamau [em Calimantã] até Liampó", ou seja, desde a Indonésia até à cidade Chinesa de Ningbo, ou seja, o Reino da Pirataria, o que foi recusado, por António de Faria preferir agir livremente, sem ter de dar percentagens ao Vice-Rei.
Saindo do porto do Rio Madel, e apesar dos tripulantes estarem dispostos a ver repartido entre si o saque, que já consideravam suficiente, e irem para as suas casas, António de Faria não se mostrou ainda satisfeito. Na continuação da viagem, acabaram naufragando, perderam tudo no mar e chegaram, nus e descalços, à Ilha dos Piratas.
À Ilha dos Piratas chegou, eventualmente, uma embarcação, que assaltaram, e, assim, puderam sair da Ilha, com o objectivo de ir para "Liampó que era um porto adiante dali, para o Norte, duzentas e sessenta léguas, porque poderia ser que ao longo da costa nos melhoraríamos doutra embarcação maior e mais acomodada a nosso propósito".
Efectivamente, em Xamoy, encontraram uma embarcação, que assaltaram, mas só lhes serviu para substituir a sua própria embarcação, pois que, como a carga era só de arroz, deitaram ao mar a maior parte.
Mais acima, cruzaram-se com uma embarcação dum outro corsário, Quiay Panjão, a quem se decidiram unir. E, sabendo através dele novas do paradeiro do pirata que o tinha derrotado, António de Faria foi à procura das embarcações onde ele se encontrava. Derrotou-o, e, "animados então os nossos com o nome de Cristo Nosso Senhor, por quem chamavam continuamente, e com a vitória que já conheciam, e com muita honra que tinham ganhada, os acabaram ali de matar".
À latitude de 26º naufragaram de novo, e, de novo, tudo perderam no mar. Estavam perto da cidade de Nouday, onde estavam presos alguns Portugueses, pelo que para lá se dirigiram. Depois de luta travada e soltos os Portugueses, "foi mandado aos soldados e à mais gente da nossa companhia que cada um por si apanhasse o que pudesse [...] mas que lhes rogava que fosse muito depressa", tendo embarcado "todos muito ricos e muito contentes, e com muitas moças muito fermosas".
No dia seguinte, foram a uma povoação, "da outra parte da borda da água, e a achou despejada de toda a gente [...] mas as casas com todo o recheio de suas fazendas e infinitos mantimentos, dos quais António de Faria mandou carregar". Para que os habitantes se esquecessem dos seus feitos, foram "invernar os 3 meses a uma ilha [...] ao mar de Liampó quinze leguas", sem, no entanto, antes disso, terem combatido e ganho nesse combate mais uma tanta prata do Japão.
Em Liampó, onde viviam mais de mil Portugueses, foram recebido com toda a pompa e circunstância, ouviram Missa cantada, "na qual pregou um Estêvão Nogueira que aí era vigário", foi-lhes oferecido um banquete e fez-se uma encenação do episódio em que se notabilizara o seu quinto avô, ascendente directo por varonia, o célebre Alcaide(-Mor do Castelo) de Faria, Nuno Gonçalves de Faria. Ficaram por lá uns cinco meses, no período das monções, e aí souberam que, numa ilha fluvial costeira de nome Calempluy ou Calemplui, havia dezassete Jazigos onde estavam os túmulos dos Reis da China, aliás, de dezassete Imperadores Chineses, e se encontrariam os tesouros reais da China, com imensas riquezas, que procurou.
Em 1542, rumo a Calemplui, "iam 56 portugueses e um padre e 48 marinheiros", sendo o piloto o também corsário Similao ou Similau, que, sendo daquela região, saberia qual a rota a tomar. Diz a tradição que, graças ao piloto, encontrara esses túmulos e os roubara, sobre o que há grandes dúvidas, pois parece que eles só existiram na imaginação crédula dalguns Chineses.
De Liampó, actual Ningbo, para o Golfo de Nanquim, acabaram por chegar "a uma baía em altura de 40º, cujo clima achamos um tanto mais frio". Fizeram-no a conselho de Similau, para não entraram directamente pela enseada de Nanquim, a qual fica a pouco mais de 30º, o que seria perigoso, e, assim, iriam por outro rio, que lá os levaria igualmente. Desta passagem faz relato de novas espécies de peixes, de várias montanhas que atravessaram, dos homens selvagens, habitantes da Serra de Gangitanou, "que é gente muito rústica e agreste e a mais fora de toda a razão de quanta atégora se têm descoberto".
Lá continuaram por aquele rio acima, até que chegaram à enseada de Nanquim, dois meses e meio depois de sairem de Liampó. Daí, alcançaram a ilha de Calemplui, situada a meio do rio. "Era esta ilha toda fechada em roda com um terrapleno de cantaria de jaspe, de vinte e seis palmos em alto, feito de lajes tão primas e bem assentadas que todo o muro parecia uma só peça".
Entrando na ilha, caminhando em direcção ao que chama de Ermida, entraram "e achou dentro dela um homem velho, que ao parecer seria mais de cem anos, com uma vestidura de damasco roxo muito comprida, o que no seu aspecto parecia ser homem nobre". Hiticou, assim se chamava o Monge, assitiu ao "tumulto e rumor que todos fazíamos no desarrumar e despregar dos caixões" cheios de prata, tendo-lhe António de Faria dito que "não se escandalizasse, porque lhe certificava que a muita pobreza em que se via o fizera fazer aquilo que na verdade não era de sua condição e que depois que falara com o monge, arrependido do que cometera, se quisera logo tornar, porém que aqueles homens lhe foram à mão [...]". Alguns dos homens diziam ser melhor matar o Monge, mas não o quis António de Faria fazer, pensando que, dada a idade do monge e o susto apanhado, seguramente nada faria, e, no dia seguinte, saqueariam as outras Capelas dos Jazigos dos Reis. Mas o Monge deu o alerta a todos os outros, conforme eles próprios o viram, porque, "sendo passada uma hora depois da meia-noite, vimos em cima da cerca do pagode grande do jazigo dos reis uma muito comprida carreira de fogos".
Como homem fora de si, António de Faria, "subindo desatinadamente por cima das grades [...] correu como doudo [...] e foi dar a uma ermida muito mais nobre e rica que a outra, na qual estavam dous homens [...] vestidos em trajes religiosos [...] e os tomou a ambos [...] enquanto se apanharam do altar um ídolo de prata de bom tamanho, com uma mitra de ouro na cabeça e uma roda na mão [...] mais três candeeiros de prata com suas cadeias muito compridas". Destes Monges teve a noticia segura de que o alarme tinha sido dado, pelo que não seria possível cumprir aquilo que desejavam, ou seja, saquear os dezassete Jazigos dos Reis.
Nestes termos, voltaram à embarcação, e, pelo caminho, ia António de Faria "depenando as barbas e dando muitas bofetadas em si por ter perdido, por seu descuido e ignorância, uma tamanha cousa".
Nesse mesmo ano de 1542, a China organizou uma ofensiva contra os Portugueses para vingar certas ofensas, nomeadamente a violação das sepulturas reais de Campeluy, levadas a efeito por António de Faria e seus companheiros, destruindo completamente a Feitoria de Liampó.
No Capítulo LXXIX da Peregrinação, após a violação das "ermidas", sofreram novo naufrágio na enseada de Nanquim. António de Faria acaba por desaparecer, enigmaticamente, por acção das forças naturais. A uma Segunda-Feira, no dia 5 de Agosto de 1542, o barco em que regressava desta expedição foi apanhado por uma tempestade, um tufão nos baixios de Liampó, e naufragou, salvando-se e sobrevivendo apenas catorze homens da sua tripulação, entre eles os irmãos Belchior Barbosa e Gaspar Barbosa e o primo destes, Francisco Borges Carneiro, todos naturais de Ponte de Lima, que acabaram por ser acolhidos numa espécie de Misericórdia em Sileyjacau, e morrendo com os restantes, de acordo com Fernão Mendes Pinto, o célebre aventureiro.
Ficou, no entanto, apenas desaparecido António de Faria, e sobreviveu ao referido naufrágio, vindo a morrer de doença com Testamento de 2 de Junho de 1548 em Goa, absolvido e sacramentado pelo Padre Mestre Francisco, canonizado como São Francisco Xavier, no qual faz algumas doações pessoais, liberta alguns dos seus escravos orientais - entre os quais uma escrava e sua filha, cuja mãe alegava ser sua, o que foi por ele desmentido por não se encontrar presente ao tempo da sua concepção -, paga as suas dívidas, pede ao Rei D. João III de Portugal que o remunere por serviços prestados que lhe haviam ficado em dívida e por duas barcas que lhe havia arrestado em Lisboa, e deixando todos os seus poucos bens remanescentes, alguns dispersos, entre eles escravos orientais, alguns fugidos, incluindo os pauis de que era herdado, e vários objectos, em particular duas espadas Japonesas, o produto da venda dalguns bens, que incluíam escravos orientais, e o que tivesse a haver, tudo, pelo menos em parte, resultante de negócios seus, em virtude de ser solteiro e sem geração e de seus pais serem já falecidos, muito embora tivesse irmãos, dos quais menciona um, e, provavelmente por influência do seu Confessor, à Santa Casa da Misericórdia de Goa.

## Perfil
António de Faria surge na narrativa da Peregrinação como um herói pícaro, reverso do herói Português dos Descobrimentos, epicamente enaltecido, por exemplo, n' Os Lusíadas de Luís Vaz de Camões. Aquilino Gomes Ribeiro, em Portugueses das Sete Partidas, Lisboa, s/d, comparando as semelhanças entre o trajeto biográfico da personagem e do narrador, defende que António de Faria funciona como um pseudónimo de Fernão Mendes Pinto, o qual, sob a capa desse alter-ego, narra as atrocidades que não ousaria confessar na primeira pessoa. Com efeito, António de Faria e o seu bando, movidos pela cobiça, afundam barcos indefesos, incendeiam povoações, roubam mulheres e crianças, saqueiam templos, desenterram esqueletos para se apoderarem de tesouros que com eles eram sepultados e chegam a invocar Deus e a Virgem para os ajudar nos seus atos de pirataria e para os socorrer nas horas de aflição.